# بينجامين أيالا فيلازكيز
بينجامين أيالا فيلازكيز هو سياسي مكسيكي، ولد في 7 أكتوبر 1964 في توريون في المكسيك. نشط حزبياً في الحزب الثوري المؤسساتي. وقد انتخب عضو مجلس النواب المكسيك ‏.